# Gorleben
Gorleben est une petite municipalité située à l'extrême nord-est de la Basse-Saxe, en Allemagne. Elle fait partie de l'arrondissement de Lüchow-Dannenberg. Gorleben se trouve directement sur la rive gauche de l'Elbe à environ 20 mètres d'altitude. Le village de Gorleben compte environ 700 habitants.
Le village est connu pour le site de stockage de déchets radioactifs proche (site de stockage nucléaire de Gorleben (de)) et un projet de stockage des déchets radioactifs en couche géologique profonde.

## Histoire contemporaine

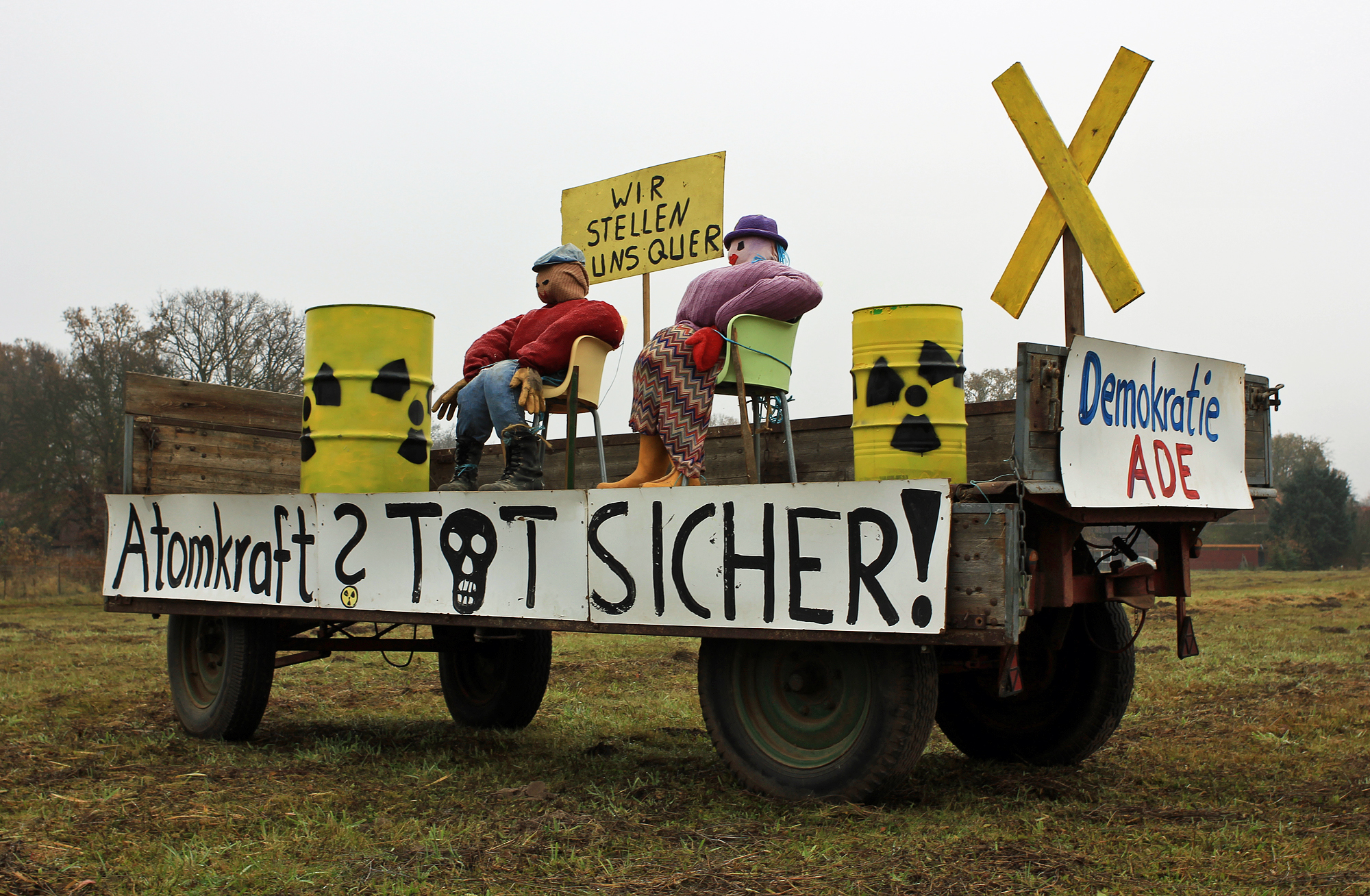
Expression créative de protestation de la population du Wendland (district de Lüchow-Dannenberg) contre la politique nucléaire allemande, les transports annuels de "Castor" vers le centre de stockage intermédiaire des déchets nucléaires hautement radioactifs allemands et les projets de dépôt pour les déchets nucléaires hautement radioactifs dans le dôme de sel de Gorleben-Rambow. La photo a été prise près du village de Splietau.

En octobre 1966, en pleine guerre froide, une confrontation eut lieu à Gorleben (alors situé sur la frontière intérieure allemande) à propos des droits de navigation sur l'Elbe. Le navire hydrographique ouest-allemand Kugelbake qui posait des sondes afin de déterminer la profondeur du fleuve, franchit la frontière maritime, entrant ainsi en territoire est-allemand, alors que l'Allemagne de l'Ouest et les Forces britanniques en Allemagne revendiquaient la largeur ouest de l'Elbe.
Six patrouilleurs est-allemands furent envoyés sur le fleuve, formant un barrage au Kugelbake. La situation se détériora rapidement au point que qu'une unité de reconnaissance équipée de Daimler Ferret du 2e Régiment du Royal Tank britannique (2e RTR) ainsi qu'un char Centurion du 3e RTR de la British Army of the Rhine furent envoyés à Gorleben. Des troupes est-allemandes de la Nationale Volksarmee arrivèrent également avec plusieurs mitrailleuses et armes antichars, étant prêtes à faire face aux Britanniques. Finalement, après l'intervention des Britanniques et du Bundesgrenzschutz, chargé de la protection des frontières, les patrouilleurs et garde-frontières est-allemands rebroussèrent chemin, mettant donc fin à l'incident et aucun coup de feu n'éclata.
Après l'incident, une clôture fut construite le long de l'Elbe en 1967. Le village s'est ainsi retrouvé coupé du reste du territoire de la RDA et de la RFA jusqu'en 1989. Ce n'est que par une porte gardée, que les habitants pouvaient entrer ou quitter leur village après la présentation d'un laissez-passer.

## Stockage de déchets radioactifs

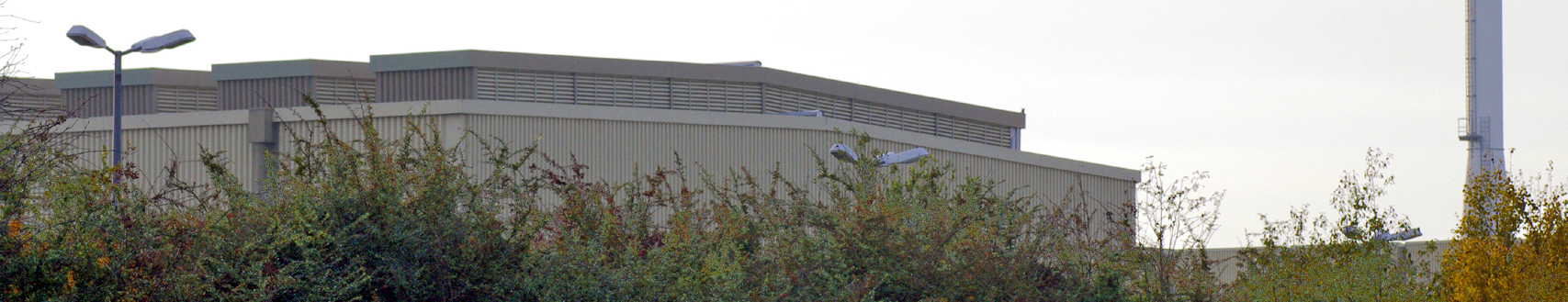
Site de stockage des déchets hautement radioactifs, Gorleben.

Gorleben est connu pour le site de stockage de déchets radioactifs proche (site de stockage nucléaire de Gorleben (de)) en service depuis 1995 et un projet de stockage des déchets radioactifs en couche géologique profonde. Depuis les années 1970, des écologistes manifestent contre ce projet puis pour sa fermeture en créant une micronation en 1980, la République libre de Wendland, aussitôt dissoute par le gouvernement local.
Ce site est opérationnel depuis 1995.